# باشگاه فوتبال بودن تاون
باشگاه فوتبال بودن تاون یک باشگاه فوتبال حرفه‌ای از جزایر کیمن است که در حال حاضر در لیگ برتر جزایر کیمن بازی می‌کند.

## دستاوردها
- لیگ جزایر کیمن: ۴
  - ۲۰۱۳، ۲۰۱۴، ۲۰۱۷، ۲۰۲۰[۳]
- جام حذفی جزایر کیمن: ۵
  - ۲۰۰۱، ۲۰۰۹، ۲۰۱۳، ۲۰۱۷، ۲۰۲۱